# بيندل (دائرة انتخابية في المملكة المتحدة)
بيندل (بالإنجليزية: Pendle)‏ هي إحدى الدوائر الانتخابية في المملكة المتحدة الممثلة في مجلس العموم في برلمان المملكة المتحدة.
عضو البرلمان الذي يمثلها حالياً هو :Mr Gordon Prentice (Lab).